# Marija Nikolaevna Raevskaja
Marija Nikolaevna Raevskaja, (russo: Мария Николаевна Раевская) (25 dicembre 1806 – 10 agosto 1863), è stata una nobildonna russa.

## Biografia
Famosa per aver scelto di seguire nell'esilio siberiano il marito appartenente al movimento decabrista.
Era la figlia del generale Nikolaj Nikolaevič Raevskij, e di sua moglie, Sofija Alekseevna Konstantinova, nipote di Michail Vasil'evič Lomonosov. Trascorse la sua infanzia tra San Pietroburgo, Kiev e i piccoli possedimenti russi dove la famiglia si trasferiva spesso. Come i suoi fratelli, Marija venne educata a casa. Era un eccellente pianista, aveva una bella voce ed era particolarmente appassionata di musica italiana. Conosceva il francese e l'inglese ma non il russo. Negli anni successivi, ha cercato di colmare questa lacuna nella sua educazione, ma senza alcun risultato. Fin da giovane, Marija leggeva libri seri, in particolare di storia e letteratura.
Nel 1817 conobbe Aleksandr Sergeevič Puškin. Nel 1820 Olizar Gustav, maresciallo della provincia di Kiev, andò a visitare la sua casa. Nel 1823, Olizar iniziò a corteggiare Marija, ma ricevette un rifiuto da suo padre.

## Matrimonio
Nell'agosto 1824 Marija conobbe, attraverso Michail Fëdorovič Orlov, il principe Sergej Grigor'evič Volkonskij. La maggior parte degli storici ritengono che Marija accettò la proposta di matrimonio su insistenza del padre. Ma alcuni ammettono che la decisione fosse di Marija. Ai primi di ottobre Sergej arrivò a Kiev e il fidanzamento venne annunciato il 5 dello stesso mese. Il matrimonio ebbe luogo l'11 gennaio 1825, a Kiev.
Ebbero quattro figli:
- Nikolaj Sergeevič (2 gennaio 1826-17 gennaio 1828);
- Sofija Sergeevna (1º luglio 1830);
- Michail Sergeevič (10 marzo 1832-7 dicembre 1909);
- Elena Sergeevna (28 settembre 1835-23 dicembre 1916).

## Morte
Con l'ascesa di Alessandro II, a Marija fu permesso di tornare nella parte europea della Russia. Andò a vivere a Mosca.
Morì il 10 agosto 1863.